# Sulz (Argóvia)
Sulz é uma localidade da Suíça, localizada no Cantão de Argóvia, com 1.155 habitantes, de acordo com o censo de 2010 . Estende-se por uma área de 12,21 km², de densidade populacional de 95 hab/km². Confina com as seguintes comunas: Elfingen, Etzgen, Gansingen, Hornussen, Ittenthal, Kaisten, Laufenburg (Alemanha), Laufenburg, Mönthal, Oberhofen.
Era uma comuna até 2009, porém, em 01 de janeiro de 2010, uniu-se à comuna de Laufenburg.